# بی‌خدایی صریح و ضمنی

نموداری از رابطه میان تعاریف بی‌خدایی قوی و ضعیف (مثبت و منفی) و بی‌خدایی صریح و ضمنی.

بی‌خدایی صریح (به انگلیسی: Explicit atheism) و بی‌خدایی ضمنی (به انگلیسی: Implicit atheism)، زیرمجموعه‌هایی از بی‌خدایی هستند که توسط جرج اچ. اسمیت تعریف شده‌اند. بی‌خدایی ضمنی توسط اسمیت به این شکل تعریف شده: «فقدان باور تئیستی بدون انکار آگاهانهٔ آن.» و بی‌خدایی صریح به این شکل تعریف شده: «فقدان باور تئیستی در نتیجهٔ انکار آگاهانهٔ آن.»
بی‌خدای ضمنی شخصی است که به خدا باور ندارد، اما صراحتاً درستی خداباوری را نفی یا انکار نمی‌کند. اصلاً لازم نیست که بی‌خدای ضمنی با ایدهٔ خدا آشنایی داشته باشد. برای مثال، شخصی که هیچ آشنایی با باور خداباوری ندارد، نه به خدا اعتقاد ندارد و نه منکر وجود چنان موجودی می‌شود. انکار مستلزم چیزی است که انکار شود، و کسی نمی‌تواند بدون اینکه اول بداند خداباوری چیست، آن را انکار کند. بارون دولباخ در سال ۱۷۷۲ با ایده‌ای مشابه ادعا کرده‌است: «همهٔ کودکان در هنگام تولد بی‌خدا هستند، آنها ایده‌ای از خدا ندارند.»
در سمت مقابل بی‌خدای ضمنی، یک بی‌خدای صریح کسی است که خدا را آگاهانه انکار می‌کند. لازمهٔ این انکار آگاهانهٔ خداباوری، آشنایی با باور خداباوری است. به‌طور خلاصه یک بی‌خدای صریح باورهای خداباوری را در نظر گرفته و آن را رد می‌کند، درحالیکه بی‌خدای ضمنی اطلاعی از خداباوری نداشته که آن را قبول یا رد کند. یک بی‌خدای ضمنی با مطالعه مفهوم خداباوری می‌تواند یک خداباور (در صورت قبول ادعای خداباوری) یا یک بی‌خدای صریح (عدم باور به خداباوری) شود؛ ولی یک بی‌خدای صریح هیچگاه نمی‌تواند تبدیل یک بی‌خدای ضمنی شود زیرا از ایدهٔ خداباوری اطلاع دارد.